# Осинниковский городской округ
Осинниковский городско́й о́круг — муниципальное образование в Кемеровской области, административный центр — город Осинники.

## История
Городской округ образован в соответствии с Законом Кемеровской области № 104-ОЗ от 17 декабря 2004 года.
С точки зрения административно-территориального устройства находится на территории города областного подчинения Осинники с административно подчинёнными населёнными пунктами согласно Закону Кемеровской области «Об административно-территориальном устройстве Кемеровской области» N 215-ОЗ от 27 декабря 2007 года.
Распоряжением Правительства РФ от 29 июля 2014 года № 1398-р «Об утверждении перечня моногородов» городской округ включён в категорию «Монопрофильные муниципальные образования Российской Федерации (моногорода), в которых имеются риски ухудшения социально-экономического положения».
До 2010 года включал также поселки Сарбала и Малиновка и Новый пункт.

## Население
| 2002    | 2009    | 2010    | 2011    | 2012    | 2013    | 2014    |
| ------- | ------- | ------- | ------- | ------- | ------- | ------- |
| 67 683  | ↘62 810 | ↘60 918 | ↘50 743 | ↘49 828 | ↘49 551 | ↘48 980 |
| 2015    | 2016    | 2017    | 2018    | 2019    | 2020    | 2021    |
| ↘48 699 | ↘48 268 | ↘47 820 | ↘47 248 | ↘46 665 | ↘46 396 | ↘44 856 |
| 2025    |         |         |         |         |         |         |
| ↘43 151 |         |         |         |         |         |         |

## Населённые пункты
Городской округ и город областного подчинения включают населённые пункты:
| № | Населённый пункт | Тип населённого пункта        | Население |
| - | ---------------- | ----------------------------- | --------- |
| 1 | Осинники         | город, административный центр | ↘38 740   |
| 2 | Тайжина          | посёлок                       | ↘4489     |